# El silencio (série télévisée)
Pour l’article homonyme, voir El Silencio.
El silencio (litt. « Le silence ») est une mini-série dramatique espagnole, créée par Aitor Gabilondo et diffusée à l'international le 19 mai 2023 sur Netflix.

## Synopsis
Sergio Ciscar est remis en liberté 6 ans après avoir assassiné ses parents, alors qu'il était encore mineur. Pendant tout ce temps, Sergio n'a pas dit un seul mot ni collaboré avec la justice. Ses motivations et les conditions dans lesquelles le crime a été commis demeurent un mystère. Ana Dussuel, une jeune psychiatre, et son équipe sont chargées de déterminer son potentiel danger pour la société en le surveillant jour et nuit.

## Distribution

### Acteurs principaux
- Arón Piper (VF : Donald Reignoux) : Sergio Ciscar Polo[3]
- Almudena Amour (VF : Jessica Monceau) : Ana Dussuel[3]
- Cristina Kovani (VF : Camille Donda) : Marta Ortega Saiz[4]
- Aitor Luna (VF : Franck Lorrain) : Cabrera[4]
- Manu Ríos (VF : Martin Faliu) : Eneko[4]
- Aria Bedmar (VF : Karine Foviau) : Greta[4]
- Ramiro Blas (VF : Gilles Morvan) : Natanael Torroja[4]
- Mikel Losada : Mikel[4]

### Acteurs récurrents
- Elisabet Gelabert (VF : Marie-Ève Dufresne) : Blanca Polo
- Jesús Noguero : Javier Ciscar
- Pep Tosar : Aguirre
- Santiago Molero
- Avril Virgüez et Irene Virgüez : Noa Ciscar Polo
- Elena Sáenz : Silvia
- Aitana Rondondo : Arantxa
- Ernest Villegas (VF : Serge Faliu) : Beñat
Version française
  - Studio de doublage : Titra Film
  - Direction artistique : Blanche Ravalec
  - Adaptation des dialogues : Valérie Tatéossian et Stéphane Guissant

 Source et légende : version française (VF) sur RS Doublage et le carton de doublage en fin d'épisode sur Netflix.

## Production

### Développement
El silencio est créé par Aitor Gabilondo. La première inspiration du créateur pour la série a été la phrase : « Todo gigante muere cansado de que lo observen desde afuera », du musicien argentin Luis Alberto Spinetta. La série est annoncée par Netflix pour la première fois en octobre 2021, dans une présentation de ses projets espagnols.
Arón Piper retrouve son partenaire de la série espagnole Élite, Manu Rios.

### Tournage
Le tournage commence en mai 2022 à Bilbao et Madrid.

### Fiche technique
Sauf indication contraire, les informations mentionnées dans cette section peuvent être confirmées par la base de données cinématographiques IMDb,  présente dans la section « Liens externes ».
- Titre original et français : El silencio
- Création : Aitor Gabilondo
- Réalisation : Gabe Ibáñez et Esteban Crespo
- Scénario : Aitor Gabilondo, Joan Barbero, Iñaki González, Anna Casado et Mónica Ovejero
- Musique : Zacarías M. de la Riva
- Montage : Miguel Doblado, Guillermo Cobo, Sebastián González et Jorge Arrieta
- Production : Aitor Gabilondo
- Sociétés de production : Alea Media et Netflix[7]
- Sociétés de distribution (télévision) : Netflix
- Pays de production :   Espagne
- Langue originale : espagnol
- Format : couleur
- Genre : thriller, drame, suspense
- Durée : 45 minutes
- Date de première diffusion :
  - Monde : 19 mai 2023 sur Netflix
- Classification :
  - Classification : déconseillé aux moins de 16 ans

## Diffusion
À la fin de février de 2023, Netflix a révélé les premières images et le trailer et a annoncé sa sortie pour mai 2023.

## Épisodes

### Épisode 1
- Mondial : 19 mai 2023

### Épisode 2
- Mondial : 19 mai 2023

### Épisode 3
- Mondial : 19 mai 2023

### Épisode 4
- Mondial : 19 mai 2023

### Épisode 5
- Mondial : 19 mai 2023

### Épisode 6
- Mondial : 19 mai 2023